# Surrogation
Eine Surrogation (lat.) stellt im Zivilrecht eine gesetzlich geregelte besondere Art und Weise der Ersetzung eines Vermögensgegenstandes durch einen anderen Gegenstand oder eine Ersatzforderung dar und wird begrifflich von Surrogat (= Ersatz) abgeleitet. 
Beispiel: Der Unternehmer U heiratet die Hauseigentümerin H. U zieht zu H in das in deren Eigentum stehende Haus, in dem sich eine der H gehörende Waschmaschine befindet. Als nach einiger Zeit die Waschmaschine kaputt geht, wird eine neue Waschmaschine aus der gemeinsamen Haushaltskasse angeschafft. Bei einer späteren Scheidung stellt sich die Frage: In wessen Eigentum steht die neue Waschmaschine?
Die Lösung im Beispielsfall ergab sich aus § 1370 BGB a.F. (aufgehoben seit September 2009): Dieser besagte, dass Haushaltsgegenstände, die an Stelle von nicht mehr vorhandenen oder wertlos gewordenen Gegenständen angeschafft werden, Eigentum desjenigen Ehegatten werden, dem die nicht mehr vorhandenen oder wertlos gewordenen Gegenstände gehört hatten. Durch die gesetzlich vorgesehene Surrogation geht somit der gemeinsam erworbene Gegenstand in das Alleineigentum des Eigentümers der untergegangenen Sache über.
Die Ersetzung eines Gegenstandes durch einen anderen, für die das Gesetz eine Surrogation vorschreibt, kann auf verschiedenen Umständen beruhen: auf Verschleiß oder auf Zerstörung, Beschädigung oder Entziehung durch eine Vertragsverletzung oder unerlaubte Handlung.
Gesetzliche Regelungen über eine Surrogation finden sich in verschiedenen Teilen des BGB, im Schuldrecht, im Sachenrecht, im Familienrecht und im Erbrecht. Es handelt sich insbesondere um Fälle, in denen ein bestimmter Gegenstand zu einer Sachgesamtheit (etwa dem Inventar eines Grundstücks im Fall des Nießbrauchs nach § 1048 Abs. 1 BGB) oder zu einem Sondervermögen gehört (etwa bei der Gesellschaft bürgerlichen Rechts: § 718 Abs. 2 BGB); beim Gesamtgut bei der vergleichsweise seltenen Gütergemeinschaft: § 1473 Abs. 1 BGB, oder um Fälle, in denen ein dingliches Recht an dem ursprünglichen Gegenstand bestand und sich kraft Surrogation an dem Ersatzgegenstand fortsetzt (so beim Nießbrauch nach § 1046 Abs. 1 BGB und beim Pfandrecht nach § 1219 Abs. 2 Satz 1 BGB). Im Erbrecht finden sich Surrogationsvorschriften in § 2019 Abs. 1 BGB (Erbschaftsbesitzer), § 2041 (Erbengemeinschaft), § 2111 (beim Vorerben im Interesse des Nacherben).
Unabhängig davon, in welchen Teilen des BGB die einzelnen Fälle der Surrogation geregelt sind, unterscheidet man zwei verschiedene Arten: die dingliche Surrogation und die schuldrechtliche Surrogation.

## Dingliche Surrogation
Bei einer dinglichen Surrogation, dem in der Praxis relevantesten Fall, sieht das Gesetz etwa vor (beispielsweise dargestellt an der Regelung des § 1473 BGB für das Gesamtgut, eine besondere Vermögensmasse bei der ehelichen Gütergemeinschaft), dass etwas, das auf Grund eines zum Gesamtgut gehörenden Rechts oder als Ersatz für die Zerstörung, Beschädigung oder Entziehung eines zum Gesamtgut gehörenden Gegenstandes oder durch ein Rechtsgeschäft, das sich auf das Gesamtgut bezieht, erworben wird, unmittelbar in das Gesamtgut fällt. Die Surrogation hat hier unmittelbare dingliche Wirkung, ein besonderer Übertragungsakt ist entbehrlich. Durch diese Regelung des automatischen Überganges werden die Vorschriften über den Eigentumsübergang, etwa nach §§ 929 ff. BGB, umgangen. Darüber hinaus können durch die gesetzlichen Regelungen über die Surrogation Beweisschwierigkeiten vermieden werden. Stehen das Eigentum an dem ursprünglichen Gegenstand und die Tatsache der Ersatzbeschaffung fest, bedarf es keines weiteren Eigentumsnachweises.
Auch bei Forderungen greift die Surrogation, wobei zu beachten gilt, dass nur die Forderung surrogiert wird, nicht jedoch der gesamte Vertrag in das Sondervermögen gezogen wird. Die Surrogation ist kein Fall der gesetzlichen Vertragsübernahme.

## Schuldrechtliche Surrogation
Die schuldrechtliche Surrogation umfasst in Deutschland den Fall des § 285 BGB. Ist die Verpflichtung des Schuldners zu einer Leistung (etwa des Verkäufers zur Lieferung des verkauften Gebrauchtwagens) wegen Unmöglichkeit entfallen (etwa weil ein Dritter das Fahrzeug zerstört hat) und erlangt der Schuldner deshalb von dem Dritten einen Ersatz oder hat er gegen diesen einen Schadensersatzanspruch, so kann der Gläubiger (hier: der Käufer) Herausgabe des Ersatzes oder Abtretung des Ersatzanspruchs verlangen. Im Gegensatz zur dinglichen Surrogation tritt hier die Surrogation nicht unmittelbar ein, sondern es entstehen nur schuldrechtliche Ansprüche auf Herausgabe des Surrogats.
Ein weiterer Fall der nur schuldrechtlich wirkenden Surrogation ist im Pfandrecht: § 1258 Abs. 3 BGB.